# 棘爪网纹蚤
棘爪网纹蚤（学名：Ceriodaphnia reticulata）为蚤科网纹蚤属的动物。分布于世界各地以及中国大陆的江苏、云南、甘肃、青海、西藏、新疆等地，属于广温性物种。其一般生活于大小不同的各种静水水域中以及缓流的江河中。